# Timothy Begley
Timothy Begley (* 8. August 1983) ist ein US-amerikanischer Basketballspieler und Pokerspieler. 

## Werdegang

### Basketball
Beim Basketball spielt er auf der Position des Guard. In den USA ging er für die University of Pennsylvania auf Korbjagd. Er gilt als hervorragender Dreipunktschütze. In der Saison 2005/06 und 2006/07 spielte er für die Brose Baskets in Bamberg. Er erzielte in der Hauptrunde 6,7 Punkte pro Spiel und in den Play-offs 9 Punkte pro Spiel.

### Poker
Bereits sein Studium in den USA finanzierte sich Tim Begley durch das Pokerspiel. Im Jahr 2007 belegte er beim Main Event der World Series of Poker im Rio All-Suite Hotel and Casino am Las Vegas Strip bei einem Teilnahmefeld von über 5500 Spielern den 128. Platz und gewann damit über 58.000 US-Dollar. Gegenwärtig lebt Begley wieder in den USA und widmet sich überwiegend dem Pokerspiel. Bislang gewann er dabei knapp 350.000 US-Dollar.